# Понта-ду-Ору (морская заповедная зона)
Морская заповедная зона Понта-ду-Ору (порт. Ponta do Ouro) — охраняемая природная зона в Мозамбике, представляющая собой 678 км² побережья и прибрежных вод от северной границы национального парка Исимангалисо в ЮАР до острова Иньяка. С 2008 года — кандидат на включение в список объектов Всемирного наследия ЮНЕСКО.

## География
Заповедник Понта-ду-Ору представляет собой часть первой международной охранной зоны в Африке, Понта-до-Ору — Коси-Бей, южная часть которой находится на территории и прибрежных водах ЮАР, входя в национальный парк Исимангалисо. Охранная зона Понта-ду-Ору занимает площадь 678 км² вдоль южного побережья Мозамбика, захватывая также остров Иньяка.
Береговая линия Мозамбика на участке, входящем в охраняемую зону Понта-ду-Ору, представляет собой несколько сменяющихся зон — песчаные пляжи и покрытые растительностью дюны, отдельные вкрапления прибрежных скал, эстуарии Риу-Бемби и Понта-Добела, мангровые рощи, литоральные песчаные равнины и расположенные ниже приливно-отливной зоны рифы (в том числе коралловые).

## Биоразнообразие
Прибрежные дюны на протяжении охраняемой зоны Понта-ду-Ору, как правило, покрыты растительностью. Среди растений, покрывающих дюны, — Ipomoea brasilensis, Scaevola plumieri и Arctotheca populifolia, а также бобовый кустарник Sophora inhambanensis. На побережье острова Иньяка и соседствующего с ним полуострова Мачангулу, обращённом к заливу Мапуту, обычны мангровые заросли. В литоральных песчаных зонах произрастают водоросли: в верхней зоне преобладают Padina boryana, Colpomenia sinuosa; в средней — Anadyomene wrightii, Gelligiela acerora, Haliptylon subulata, Hormpophysa triquetra, Valonia macrophysa, различные виды родов Hypnea и Sargassum, а в каменных бассейнах, обычных для этого участка побережья, — Thalassodendron ciliatum; и в нижней, в основном ниже приливно-отливной границы, также саргассы и виды рода Gracilaria. В мангровых лесах (где выделяют пять видов мангров) располагаются места скопления рыбьей молоди и неспозвоночных, в том числе имеющих коммерческое значение креветок из подотряда Penaeidae. Среди рыб в этих водах наиболее распространены бычковые, хотя часто встречаются также мохарровые, кефалевые и сиганы.
На песчаных пляжах заповедника в изобилии встречаются крабы-привидения (в особенности вида Ocypode ryderi), ракообразные Emerita austroafricana и улитки Bullia natalensis. В южной части зоны крабы широко используются местным населением в пищу и в качестве наживки при рыбной ловле, и в связи с этим их численность и размеры в южной части охраняемой зоны ниже, чем в северной. На скалах к югу от города Понта-ду-Ору обитают большие колонии асцидий Pyura stolonifera, милитид Perna perna, устриц Striostrea margaritacea и морских блюдечек Patella pica. Моллюски широко используются в пищу местным населением, которое собирает их с поверхности скал, оставляя большие участки голого камня.
Коралловые рифы у побережья Мозамбика относятся к самым северным в мире. Кораллы здесь растут тонким слоем на песчаниковом грунте. Прибрежные рифы, уходящие в море на 1—2 км, как покрытые кораллами, так и голые, представляют собой место обитания разнообразных моллюсков и пяти видов омаров, а также не менее чем 376 видов рыб, некоторые из которых являются эндемиками вод Юго-Восточной Африки; в особенности распространены в этих водах рыбы-бабочки. С октября по январь на береговой полосе между городом Понта-ду-Ору и островом Иньяка откладывают яйца два вида морских черепах — логгерхед и кожистая черепаха; черепашки вылупляются из яиц между декабрём и апрелем. Ежегодно на этом участке побережья фиксируется примерно 590 кладок яиц. В прибрежных водах залива Мапуто встречаются китайские дельфины, индийские афалины и горбатые киты.

## Охранный статус
В августе 2008 года морская заповедная зона Понта-ду-Ору была выдвинута Мозамбиком в качестве претендента на статус объекта Всемирного наследия ЮНЕСКО. В заявке указывалось на географическое соседство и общее сходство с уже получившим такой статус национальным парком Грейтер-Сент-Лусия (ныне — Исимангалисо) в ЮАР, уникальность коралловых рифов Понта-ду-Ору, входящих в число наиболее северных в мире, их роль в формировании рифов Грейтер-Сент-Лусия как поставщика личинок коралловых полипов, а также в процессах миграций морских птиц, черепах и южных гладких китов.
14 июля 2009 года было объявлено о создании частичного морского заповедника Пунта-ду-Ору. Включённая в заповедник зона вытянута вдоль южного побережья Мозамбика от пограничного города Понта-ду-Ору на север на 86 км и включает также остров Иньяка, отделённый от материка узким проливом Понта-Торрес. Заповедная зона вытянута вдоль восточного, океанского, побережья острова Иньяка ещё на 12,5 км. Заповедная зона выдаётся на 3 морских мили (около 5,55 км) в воды Индийского океана.